# هلمر هرمانسن
هلمر هرمانسن (نروژی: Helmer Hermansen؛ ۱ فوریهٔ ۱۸۷۱ – ۱۹ مارس ۱۹۵۸) تیرانداز اهل نروژ بود.